# UFO 50
UFO 50은 모스마우스가 개발하고 배급한 비디오 게임 컬렉션으로, 2024년 9월 18일 Windows용으로 출시되었다. 이 컬렉션은 다양한 장르와 길이를 가진 50개의 독특한 게임을 포함한다. 이 게임들은 여러 해 동안 6명의 개발자가 협력하여 만든 것으로, 개발 과정은 게임 잼과 비슷하다.
UFO 50은 비평가들로부터 찬사를 받았으며, 메타크리틱에서 2024년 최고 평점을 받은 PC 전용 게임이다. 비평가들은 이 컬렉션이 제공하는 다양한 종류, 실험성, 그리고 일관된 품질에 박수를 보냈지만, 일부는 특정 게임들이 독립적인 출시작으로 확장되었으면 좋겠다고 언급했다. 이 게임은 뉴욕 게임 어워드에서 최우수 인디 게임을 수상했으며, 여러 시상식에서 해당 부문에 여러 번 후보로 올랐다.

## 게임플레이
UFO 50은 액션 52와 유사한 게임 모음집으로 제시되며, 가상의 회사 UFO 소프트가 1982년부터 1989년 사이에 LX-I, LX-II, LX-III 시리즈 비디오 게임 콘솔용으로 개발했다. 게임의 절반은 대전 또는 협동 두 가지 중 하나로 2인 플레이 모드를 제공한다. 주요 50개 게임은 처음부터 플레이할 수 있으며, 숨겨진 51번째 게임인 미아스마 타워는 게임 내 터미널에 명령을 입력하여 접근할 수 있다.
게임이 제시되는 순서는 UFO 소프트의 개발 역사를 보여주기 위함이며, 일부 게임은 속편이 있고, 다른 게임은 이전에 출시된 게임의 카메오 출연이 있다. 각 게임은 또한 가상의 창작물에 대한 짧은 개발 노트를 제공한다.
이 게임들은 진행형 슈팅 게임, 플랫폼 게임, 롤플레잉 등 다양한 장르에 속하며, 각각 독특한 특징을 가지고 있다. 게임의 길이와 범위는 다양하며, 일부는 "짧고 아케이드 스타일의 경험"으로 묘사되는 반면, 다른 게임들은 "탐험할 수 있는 서사와 광대한 세계를 가지고 있다"고 한다. 한 게임(그림스톤)은 완전히 완료하는 데 60시간 이상이 걸릴 것으로 추정된다.
게임이 처음으로 완료되면 게임 선택 화면에서 테두리가 파란색에서 금색으로 바뀐다. 더 어려운 승리 조건도 공개되는데, 이를 완료하면 빨간색 테두리를 얻는다(게임 내에서는 "체리"라고 불린다). 각 게임에는 특정 요구 사항을 충족하면 정원 화면에 나타나는 독특한 선물이 추가로 포함된다.

## 스토리
게임 내에는 메타게임에 대한 언급과 가상의 게임 개발 스튜디오 UFOSoft에 대한 비밀스러운 스토리가 있다. 미아스마 타워 자체는 가상의 개발자 그레고리 밀크가 비밀리에 개발한 게임으로, 1989년 7월경 UFO 소프트의 상태를 자세히 설명한다. 게임 내에서 UFO 50 컬렉션은 밀크가 개발했지만 공식적으로 출시되지 않았으며, 모스마우스 개발자들이 버려진 창고에서 파일을 발견한 것으로 나타난다. 이는 게임의 가짜 크랙트로에 나와 있다.

### UFO 50의 게임 목록
직접적으로 출처가 명시된 경우에만 감독 크레딧이 명시된다.
| #  | 이름                 | 장르 (게임 내 목록) | 대전 | 협동 | 가상의 출시 연도 | 감독                                                           |
| -- | -------------------- | ------------------- | ---- | ---- | ---------------- | -------------------------------------------------------------- |
| 1  | 바르부타             | 어드벤처, 플랫폼    | 빈칸 | 빈칸 | 1982             | 에이리크 쉬르케                                                |
| 2  | 버그 헌터            | 퍼즐, 전략          | Yes  | 빈칸 | 1983             | 존 페리                                                        |
| 3  | 닌펙                 | 아케이드, 플랫폼    | 빈칸 | Yes  | 1983             | 에이리크 쉬르케                                                |
| 4  | 페인트 체이스        | 아케이드            | Yes  | 빈칸 | 1983             | 존 페리                                                        |
| 5  | 매직 가든            | 아케이드            | 빈칸 | 빈칸 | 1984             | 메인 감독: 데릭 유 추가 지원: 존 페리, 타이릭 플러머           |
| 6  | 모르톨               | 플랫폼, 퍼즐        | 빈칸 | Yes  | 1984             | 메인 감독: 존 페리 추가 지원: 폴 휴반스                        |
| 7  | 벨그레스             | 아케이드, 플랫폼    | 빈칸 | 빈칸 | 1984             | 데릭 유                                                        |
| 8  | 플래닛 졸다스        | 어드벤처            | 빈칸 | 빈칸 | 1984             | 존 페리                                                        |
| 9  | 어택틱스             | 아케이드, 전략      | Yes  | 빈칸 | 1984             | 데릭 유, 존 페리                                               |
| 10 | 데블루션             | 퍼즐, 전략          | 빈칸 | 빈칸 | 1984             | 데릭 유, 존 페리                                               |
| 11 | 킥 클럽              | 아케이드, 플랫폼    | 빈칸 | Yes  | 1984             | 데릭 유                                                        |
| 12 | 아비아노스           | 전략                | Yes  | 빈칸 | 1985             | 존 페리                                                        |
| 13 | 문캣                 | 플랫폼              | 빈칸 | Yes  | 1985             | 메인 감독: 에이리크 쉬르케 추가 지원: 후모토 오지로            |
| 14 | 부시도 볼            | 스포츠              | Yes  | Yes  | 1985             | 데릭 유, 타이릭 플러머, 존 페리, 폴 휴반스                     |
| 15 | 블록 코알라          | 퍼즐                | 빈칸 | 빈칸 | 1985             | 데릭 유, 폴 휴반스                                             |
| 16 | 카모플라주           | 퍼즐                | 빈칸 | 빈칸 | 1985             | 존 페리                                                        |
| 17 | 캄파넬라             | 아케이드            | 빈칸 | 빈칸 | 1985             | 메인 감독: 에이리크 쉬르케 추가 지원: 후모토 오지로            |
| 18 | 골파리아             | 어드벤처            | 빈칸 | 빈칸 | 1985             | 메인 감독: 데릭 유, 타이릭 플러머 추가 지원: 폴 휴반스         |
| 19 | 더 빅 벨 레이스      | 스포츠              | 빈칸 | Yes  | 1985             | 에이리크 쉬르케                                                |
| 20 | 워프탱크             | 어드벤처, 퍼즐      | 빈칸 | 빈칸 | 1985             | 에이리크 쉬르케                                                |
| 21 | 월도프의 여행        | 아케이드, 플랫폼    | Yes  | 빈칸 | 1986             | 존 페리                                                        |
| 22 | 포지                 | 어드벤처, 슈터      | 빈칸 | 빈칸 | 1986             | 데릭 유, 타이릭 플러머                                         |
| 23 | 어니언 딜리버리      | 아케이드            | 빈칸 | 빈칸 | 1986             | 메인 감독: 에이리크 쉬르케 추가 지원: 폴 휴반스, 타이릭 플러머 |
| 24 | 카라멜 카라멜        | 아케이드, 슈터      | 빈칸 | Yes  | 1986             | 에이리크 쉬르케                                                |
| 25 | 파티 하우스          | 전략                | Yes  | 빈칸 | 1986             | 존 페리                                                        |
| 26 | 핫 풋                | 스포츠              | Yes  | Yes  | 1986             | 존 페리                                                        |
| 27 | 다이버스             | RPG                 | 빈칸 | 빈칸 | 1986             | 에이리크 쉬르케                                                |
| 28 | 레일 하이스트        | 플랫폼, 전략        | Yes  | 빈칸 | 1987             | 메인 감독: 존 페리 추가 지원: 폴 휴반스                        |
| 29 | 베인거               | 어드벤처, 플랫폼    | 빈칸 | 빈칸 | 1987             | 데릭 유, 타이릭 플러머                                         |
| 30 | 록 온! 아일랜드      | 전략                | 빈칸 | 빈칸 | 1987             | 데릭 유, 폴 휴반스                                             |
| 31 | 핑골프               | 스포츠              | Yes  | 빈칸 | 1987             | 에이리크 쉬르케                                                |
| 32 | 모르톨 II            | 어드벤처, 플랫폼    | 빈칸 | Yes  | 1987             | 데릭 유                                                        |
| 33 | 피스트 헬            | 아케이드            | 빈칸 | Yes  | 1987             | 데릭 유                                                        |
| 34 | 오버볼드             | 아케이드, 슈터      | Yes  | 빈칸 | 1987             | 존 페리                                                        |
| 35 | 캄파넬라 2           | 어드벤처            | 빈칸 | 빈칸 | 1987             | 에이리크 쉬르케                                                |
| 36 | 하이퍼 컨텐더        | 플랫폼, 스포츠      | Yes  | 빈칸 | 1988             | 존 페리                                                        |
| 37 | 발브레이스           | 어드벤처, RPG       | 빈칸 | 빈칸 | 1988             | 메인 감독: 타이릭 플러머, 데릭 유 추가 지원: 폴 휴반스         |
| 38 | 락샤사               | 플랫폼              | 빈칸 | 빈칸 | 1988             | 감독: 에이리크 쉬르케                                          |
| 39 | 스타 워스피르        | 아케이드, 슈터      | 빈칸 | 빈칸 | 1988             | 데릭 유                                                        |
| 40 | 그림스톤             | RPG                 | 빈칸 | 빈칸 | 1988             | 메인 감독: 데릭 유 추가 지원: 폴 휴반스                        |
| 41 | 로드 오브 디스코니아 | 전략                | Yes  | 빈칸 | 1988             | 존 페리                                                        |
| 42 | 나이트 매너          | 어드벤처, 퍼즐      | 빈칸 | 빈칸 | 1988             | 메인 감독: 폴 휴반스 추가 지원: 데릭 유                        |
| 43 | 엘파자르의 모자      | 아케이드, 슈터      | 빈칸 | Yes  | 1988             | 에이리크 쉬르케                                                |
| 44 | 파일럿 퀘스트        | 어드벤처            | 빈칸 | 빈칸 | 1988             | 메인 감독: 데릭 유, 추가 지원: 존 페리                         |
| 45 | 미니 & 맥스          | 어드벤처, 플랫폼    | 빈칸 | 빈칸 | 1989             | 메인 감독: 존 페리 추가 지원: 폴 휴반스                        |
| 46 | 컴배턴츠             | 전략                | Yes  | 빈칸 | 1989             | 데릭 유                                                        |
| 47 | 퀴블 레이스          | 전략, 시뮬레이션    | Yes  | 빈칸 | 1989             | 데릭 유, 존 페리                                               |
| 48 | 시사이드 드라이브    | 아케이드, 슈터      | 빈칸 | Yes  | 1989             | 후모토 오지로                                                  |
| 49 | 캄파넬라 3           | 아케이드, 슈터      | 빈칸 | 빈칸 | 1989             | 에이리크 쉬르케                                                |
| 50 | 사이버 올스          | 플랫폼, 슈터, 전략  | 빈칸 | 빈칸 | 1989             | 데릭 유, 폴 휴반스, 타이릭 플러머                              |
| 51 | 미아스마 타워        | 빈칸                | 빈칸 | 빈칸 | 1989             | 알 수 없음                                                     |

## 개발
데릭 유와 존 페리는 이전에 블랙아이 소프트웨어라는 이름으로 Klik & Play를 사용하여 Trigger Happy, Diabolika (UFO 50에서 Devilition으로 리메이크됨), 이터널 도터와 같은 여러 프리웨어 게임을 함께 개발했다. 2016년, 두 사람은 아이디어 구상을 위한 소규모 프로토타입을 만들면서 다시 함께 작업하기로 결정했다. 이 프로토타입들은 결국 UFO 50이라는 컨셉, 즉 작은 게임들의 대규모 컬렉션으로 발전했다. 컬렉션을 만들자는 아이디어는 유의 믿음에서 비롯되었다. 그는 이러한 게임 컨셉들이 확장된다면 현재 시장에서 독립적인 출시작으로서 충분한 성과를 내지 못할 것이라고 생각했다.
컬렉션에서 가장 먼저 개발이 시작된 게임은 어택틱스였다. 이 게임은 유와 페리가 함께 작업에 다시 익숙해지기 위해 단독으로 완전히 개발했다. 곧이어 에이리크 쉬르케가 작곡가와 디자이너로 합류하도록 초청되었고, 세 사람은 비공개 포럼에서 게임 아이디어를 브레인스토밍하기 시작했으며, 이들 컨셉의 대부분이 최종 게임에 포함되었다. 컬렉션에 광고된 게임 수(50개)는 유가 "완전히 부인할 수 없는 첫 번째 숫자... 그 자체로 광고가 될 것"이라고 생각하여 선택했다. 개발의 여러 단계에서 세 명의 개발자가 추가로 합류했다. 이전 다운웰을 개발했던 후모토 오지로는 팀에서 반년 동안 일하며 시사이드 드라이브를 감독했다. 이전 매드하우스를 개발했던 폴 휴반스는 나이트 매너의 수석 감독을 맡았다. 이전 카타콤 키즈를 개발했던 타이릭 플러머는 발브레이스를 포함한 컬렉션의 가장 큰 게임 여러 개를 공동 감독했다. 팀의 모든 구성원은 UFO 50에 디자인, 글쓰기, 아트워크, 프로그래밍을 기여했으며, 다른 게임에도 기여했다.
UFO 50은 게임메이커로 개발되었다. 2017년에 공식적으로 발표되었고 2018년에 출시될 예정이었다. 그러나 개발상의 합병증으로 인해 게임은 여러 차례 연기되었다. 이러한 합병증에는 게임의 "선사 시대" 코드(유가 묘사한 바와 같이)의 오래된 부분을 다시 작성하는 것과 2020년 스펠렁키 2의 동시 개발이 포함되었으며, 이로 인해 쉬르케와 유는 스펠렁키 2가 출시될 때까지 UFO 50 프로젝트에서 완전히 손을 뗐다. 이러한 합병증의 한 결과로 개발 중에 최소 한 개의 게임이 완전히 폐기되었다. 8년간의 개발(그리고 예상 출시일로부터 6년 후) 끝에 이 게임은 2024년 9월 18일에 출시되었다.
컬렉션의 모든 게임은 해당 시대에 출시된 게임에서 볼 수 있는 제약을 부과한다. 여기에는 각 게임에 걸쳐 32색 팔레트만 사용하고, 스프라이트당 제한된 수의 색상을 사용하며, 정해진 수의 사운드 채널을 가지는 것이 포함된다. 그러나 유는 이러한 것들이 경험을 방해할 것이라고 믿었기 때문에 슬로우다운과 스프라이트 깜박임은 포함되지 않았다. 컬렉션의 여러 게임은 사운드, 자산 및 코드를 재사용한다. 예를 들어, 일부 캄파넬라 게임은 동일한 엔진으로 만들어졌다고 명시되어 있다. 쉬르케는 다른 레트로 스타일 인디 게임에 일반적으로 사용되는 NES에서 영감을 받은 사운드를 의도적으로 사용하지 않고, 대신 TurboGrafx-16과 유사한 웨이브테이블 합성을 사용하기로 결정했다. 쉬르케는 UFO 50의 유일한 작곡가이자 사운드 디자이너이다.

## 마케팅 및 출시
UFO 50은 2017년 모스마우스 유튜브 채널에서 공개되었으며, 다음 해에 출시될 예정이었다. UFO 50의 초기 버전은 2017년 팍스 웨스트 게임 컨벤션과 이듬해 팍스 웨스트에서 시연되었다. 이 게임은 서머 게임 페스트의 Day of the Devs 라이브스트림에 소개된 게임 중 하나였으며, 2024년 9월 18일 최종 출시일이 발표되었다.

## 평가
UFO 50은 리뷰 애그리게이터 웹사이트 메타크리틱에서 평균 점수 91점으로 "만장일치 찬사"를 받았으며, 2024년 최고 평점을 받은 PC 독점 게임이 되었다. 오픈크리틱에 따르면 평론가 중 100%가 이 게임을 추천했다. 많은 평론가들은 50개의 개별 게임 컬렉션이라는 특성 때문에 전통적인 점수를 부여하지 않기로 선택했다. 디지털 트렌드는 대안으로 리뷰에서 50개 게임 각각에 점수를 매겼다.
대부분의 평론가들은 UFO 50의 다양성, 가치, 실험성을 극찬했다. 유로게이머의 크리스천 돈런은 컬렉션의 게임들이 보여주는 실험성과 다양성을 크게 칭찬하며, "눈부신 창조적 대담함"이라고 불렀다. 가디언의 사이먼 파킨은 이 컬렉션을 "터무니없이 야심찬 시도"라고 묘사했다. Edge는 한 게임이 "오랜 시간 동안 당신의 완전한 주의를 사로잡는다면, 그것은 정말 특별한 것이어야 하며, UFO 50에는 그런 게임이 너무나 많다"고 썼다. 뉴욕 타임스는 UFO 50을 "독창적으로 레트로풍의 어드벤트 캘린더"에 비유했고, 메트로의 게임센트럴은 특히 게임들이 광고된 대로 "와리오웨어나 그와 유사한 것이 아니며", "50개의 완벽하게 형성된 게임"이라는 점을 칭찬했다. 폴리곤의 그레이슨 몰리는 게임들을 연대순으로 연결하는 메타픽션을 극찬하며, 바르부타에서 발견되는 "잔혹한" 메카니즘이 모르톨과 모르톨 II에서 나중에 발견되는 생명 기반 메카니즘으로 진화하는 과정과 "UFO 소프트" 서사를 강조했다.
대조적으로, PC 게이머의 케리 브런스킬은 컬렉션의 일부 게임들이 독립적인 출시작으로 "그 자체의 장점"을 보여주었으면 좋았을 것이며, 다른 게임들은 "자신에게 너무 레트로적"이었다고 언급했다. 디지털 트렌드의 조반니 콜란토니오는 실험성에 대해 게임을 칭찬했지만, "몇 개의 실패작"이 있었다고 인정했다. 디 A.V. 클럽의 윌리엄 휴즈는 컬렉션을 추천하며, "여기에는 정말 좋은 게임들이 있으며, 일부는 요구하는 가격보다 더 가치가 있다"고 말했지만, "컬렉션의 많은 게임들이 레트로풍의 어려움을 유지하려는 욕구와 진정으로 재미있다는 것 사이에서 갈등하는 것처럼 느껴진다"고 말했다.
UFO 50에서 여러 평론가들이 예외적으로 꼽은 게임으로는 모르톨, 파티 하우스, 레일 하이스트, 나이트 매너, 그리고 미니 & 맥스가 있다.

### 수상 및 후보
| 연도 | 시상식                           | 부문                                    | 결과      | Ref.          |
| ---- | -------------------------------- | --------------------------------------- | --------- | ------------- |
| 2024 | 골든 조이스틱 어워즈             | 최우수 인디 게임 - 자체 퍼블리싱        | 후보      | [ 50 ]        |
| 2024 | 골든 조이스틱 어워즈             | 올해의 PC 게임                          | 후보      | [ 50 ]        |
| 2024 | 더 게임 어워즈 2024              | 최우수 독립 게임                        | 후보      | [ 51 ]        |
| 2025 | 뉴욕 게임 어워드                 | 올해의 빅 애플 어워드 최우수 게임       | 후보      | [ 52 ]        |
| 2025 | 뉴욕 게임 어워드                 | 오프 브로드웨이 어워드 최우수 인디 게임 | 수상      | [ 52 ]        |
| 2025 | 제28회 D.I.C.E. 어워드           | 게임 디자인 부문 최우수 성과            | 후보      | [ 53 ] [ 54 ] |
| 2025 | 제25회 게임 개발자 선택 시상식   | 올해의 게임                             | 명예 언급 | [ 55 ]        |
| 2025 | 제25회 게임 개발자 선택 시상식   | 최우수 디자인                           | 명예 언급 | [ 55 ]        |
| 2025 | 제25회 게임 개발자 선택 시상식   | 혁신상                                  | 후보      | [ 55 ]        |
| 2025 | 인디펜던트 게임 페스티벌         | 시머스 맥널리 그랜드 프라이즈           | 후보      | [ 56 ]        |
| 2025 | 인디펜던트 게임 페스티벌         | 오디오 부문 최우수 성과                 | 명예 언급 | [ 56 ]        |
| 2025 | 인디펜던트 게임 페스티벌         | 디자인 부문 최우수 성과                 | 명예 언급 | [ 56 ]        |
| 2025 | 제21회 영국 아카데미 게임 시상식 | 신작 게임                               | 후보      | [ 57 ]        |
| 2025 | 제21회 영국 아카데미 게임 시상식 | 가족                                    | 후보      | [ 57 ]        |